# The Disappearance of Garcia Lorca
Pour plus de détails, voir Fiche technique et Distribution.
The Disappearance of Garcia Lorca est un film américano-espagnol, sorti en 1996.

## Fiche technique
- Titre : The Disappearance of Garcia Lorca
- Réalisation : Marcos Zurinaga
- Scénario : Marcos Zurinaga, Juan Antonio Ramos et Neil Cohen d'après le livre de Ian Gibson
- Photographie : Juan Ruiz Anchía
- Musique : Mark McKenzie
- Pays d'origine : Espagne - États-Unis
- Genre : biographie
- Date de sortie : 1996

## Distribution
- Andy García : Federico García Lorca
- Esai Morales : Ricardo
- Edward James Olmos : Roberto Lozano
- Jeroen Krabbé : Colonel Aguirre
- Tony Plana : Marcos
- Miguel Ferrer : Centeno
- James Patrick Stuart : Stagehand
- Carmen Zapata : la mère de Lorca
- Marcela Walerstein : Maria Eugenia
- José Coronado : Nestor Gonzalez
- Ivonne Coll : Angelina Gonzalez
- Simón Andreu : General Velez
- Alicia Borrachero : Lydia
- Emilio Muñoz : Gabino
- Javier Grajeda : Juan
- Giancarlo Giannini : Taxi
- Charles Martinet : le fossoyeur
- Sam Vlahos : l'homme unijambiste
- Gonzalo Menendez : jeune homme